# Heliconia wagneriana
La heliconia arco iris (Heliconia wagneriana) es originaria de las zonas más calurosas y húmedas de América Central y el Caribe, con brácteas de color crema, rojas y verdes. Alcanza 3,5 m de alto, pero la estación de floración primaveral es relativamente corta para una heliconia.

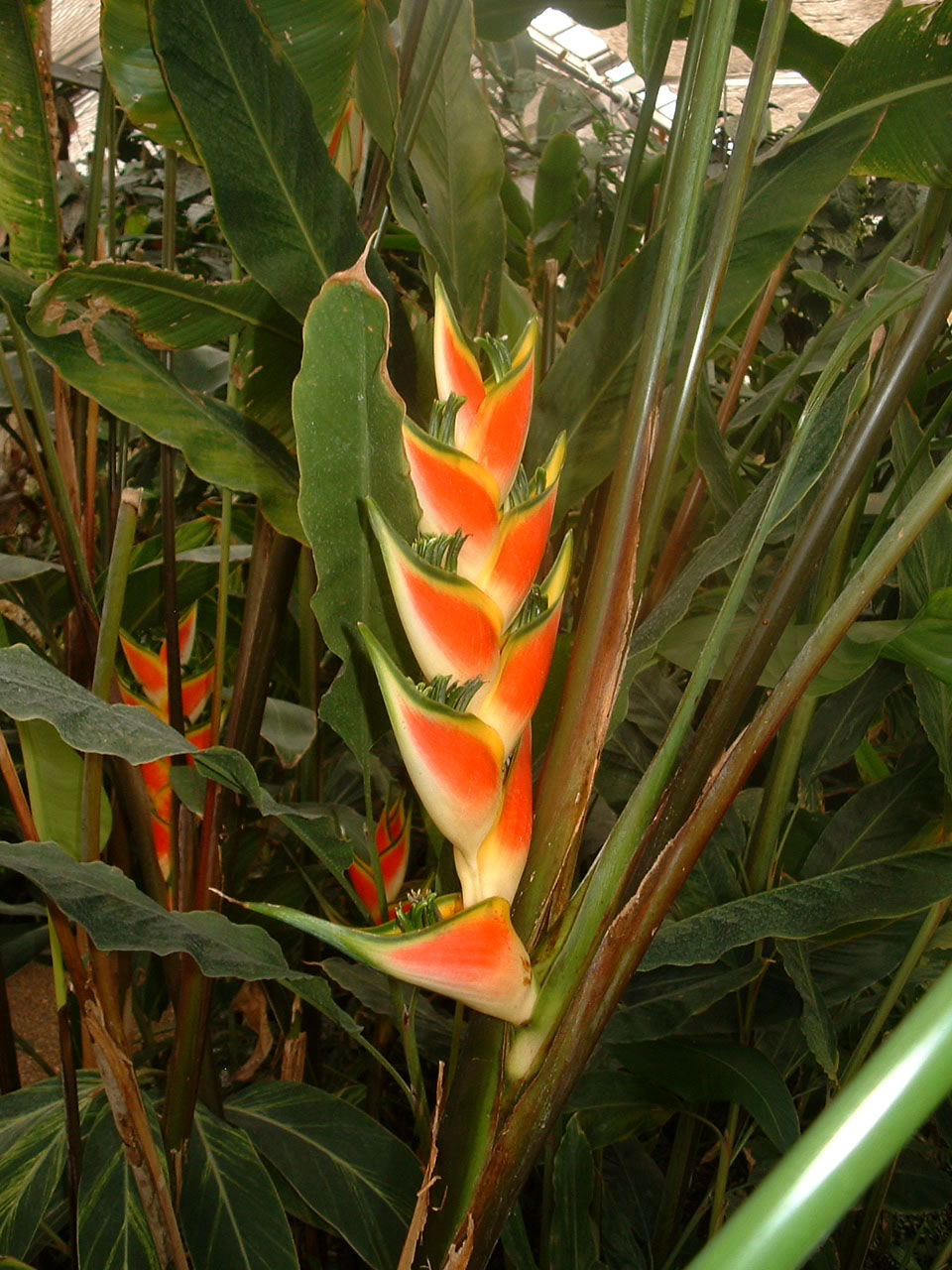
Inflorescencia

## Descripción
Alcanza hasta 2,5 m de altura y acostumbra a poseer 4-5 hojas lineal-lanceoladas, de pecíolo largo, apuntadas y de más de 80 cm de longitud. Sus brácteas, dirigidas hacia arriba y en forma muy marcada de barco, forman una unidad compacta de color rosa rojo, rojo anaranjado en los bordes, Se hallan ribeteadas por un reborde verde, duro y plástico. Las brácteas superiores son más cortas y rechonchas que las inferiores; algunas veces acaban en punta coloreada. En las brácteas se recoge bastante agua. Las flores de color verde  que crecen en ovillo acostumbran a sobresalir de las brácteas. El pétalo externo central aparece aislado y claramente engrosado, los 5 pétalos restantes crecen unidos. Existen 5 estambres fértiles y uno corto y estéril (petaloide). Cada flor segrega una buena cantidad de néctar.

## Taxonomía
Heliconia wagneriana fue descrita por  Petersen in Mart. y publicado en Flora Brasiliensis 3(3): 13–14. 1890.
Etimología
Heliconia: nombre genérico que hace referencia a la montaña griega Helicón, lugar sagrado donde se reunían las Musas.
wagneriana epíteto
Sinonimia
- Bihai wagneriana (Petersen) Kuntze, Revis. Gen. Pl. 2: 685 (1891).
- Heliconia elongata Griggs, Bull. Torrey Bot. Club 30: 653 (1903).
- Bihai elongata (Griggs) Griggs, Bull. Torrey Bot. Club 31: 445 (1904).
- Heliconia lennartiana W.J.Kress, Selbyana 9: 161 (1986).[3]